# Museu Imperial
O Museu Imperial, popularmente conhecido como Palácio Imperial, é um museu histórico-temático localizado no centro histórico da cidade de Petrópolis, no estado do Rio de Janeiro, no Brasil. Está instalado no antigo Palácio de Verão do imperador brasileiro Dom Pedro II. O acervo do museu é constituído por peças ligadas à monarquia brasileira, incluindo mobiliário, documentos, obras de arte e objetos pessoais de integrantes da família imperial.  

## História

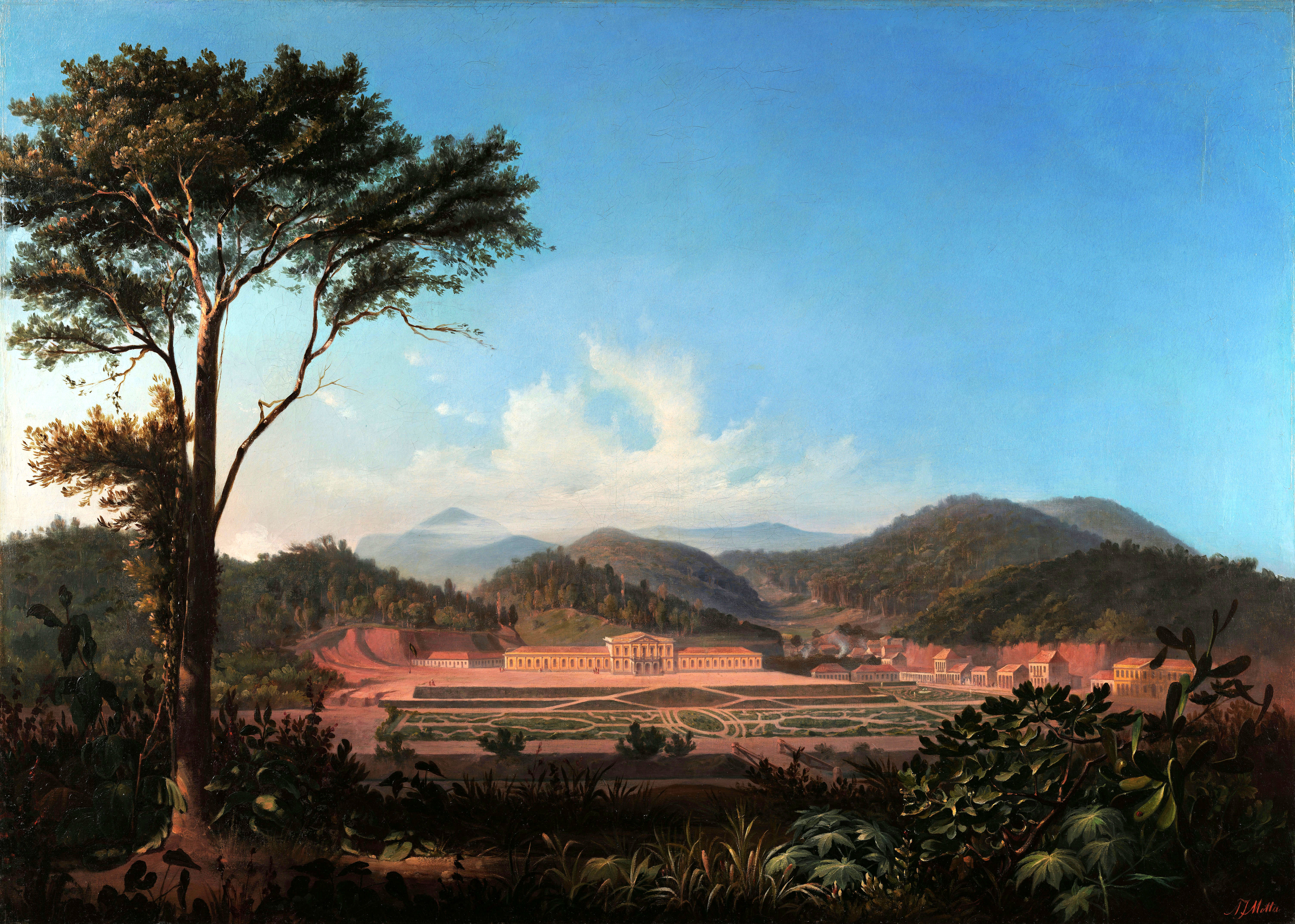
O Palácio Imperial em 1855

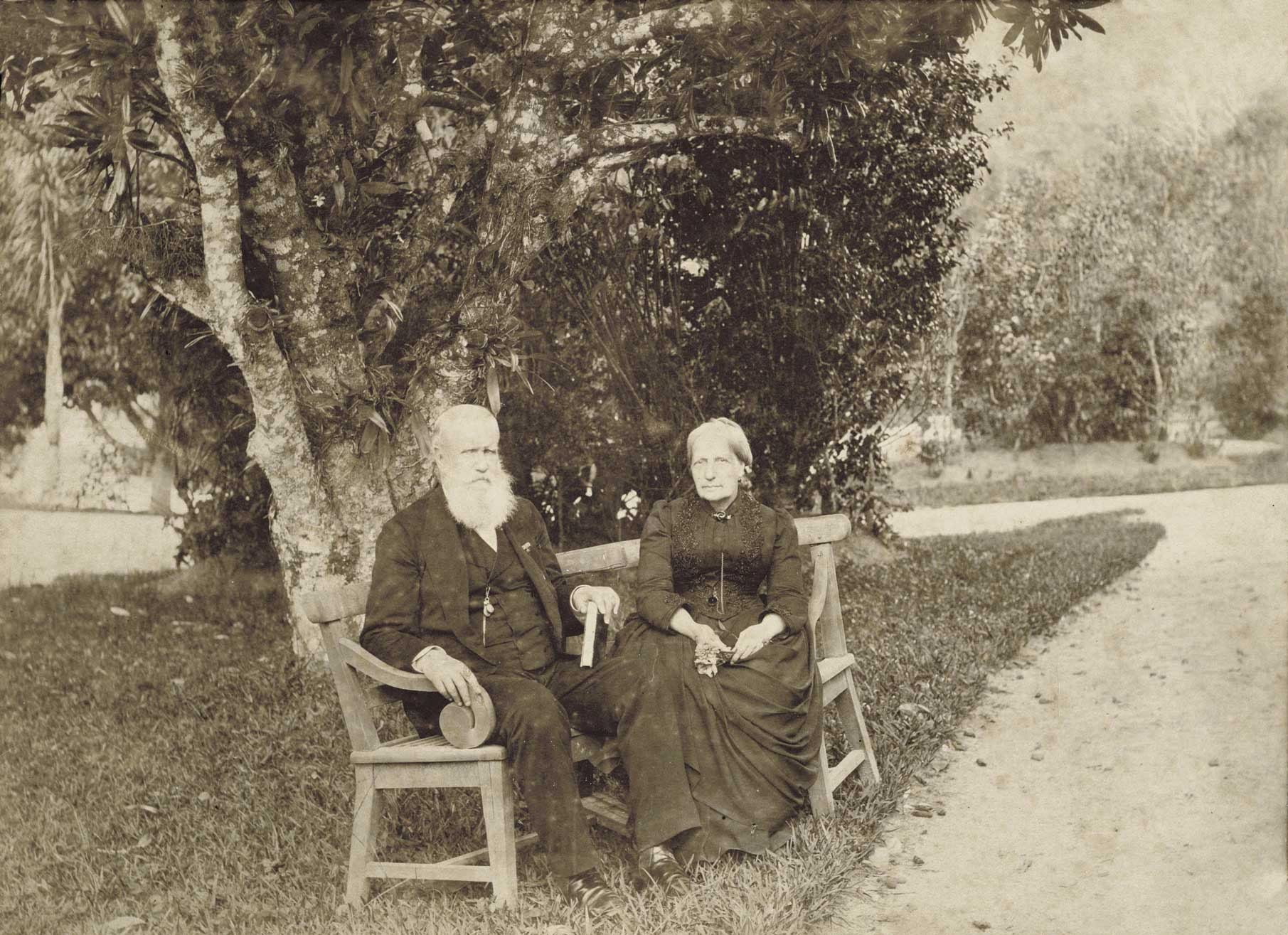
Dom Pedro II e Dona Teresa Cristina no Palácio Imperial de Petrópolis, c. 1888

Em 1822, Dom Pedro I viajou a Vila Rica (atual Ouro Preto), Minas Gerais, para buscar apoio ao movimento da Independência do Brasil, encantou-se com a Mata Atlântica e o clima ameno da região serrana. Hospedou-se na Fazenda do Padre Correia e chegou a fazer uma oferta para comprá-la. Diante da recusa da proprietária, Dom Pedro comprou a Fazenda do Córrego Seco, em 1830, por 20 contos de réis, pensando em transformá-la um dia no Palácio da Concórdia.
A crise política sucessória em Portugal e a insatisfação interna foram determinantes para o seu regresso à terra natal, onde ele viria a morrer sem voltar ao Brasil. A Fazenda do Córrego Seco foi deixada como herança para seu filho, Dom Pedro II, que nela construiria sua residência favorita de verão. A mando de D. Pedro, foi construído o belo prédio neoclássico, onde funciona atualmente o Museu Imperial, teve início em 1845 e foi concluída em 1862. Para dar início à construção, Pedro II assinou um decreto em 16 de março de 1843, criando Petrópolis. Uma grande leva de imigrantes europeus, principalmente alemães, sob o comando do engenheiro e superintendente da Fazenda Imperial, Major Julius Friedrich Koeler, foi incumbida de levantar a cidade, construir o palácio e colonizar a região.
Construído com recursos oriundos da dotação pessoal do imperador, o prédio teve o projeto original elaborado pelo próprio Koeler e, após seu falecimento, foi modificado por Cristóforo Bonini, que acrescentou o pórtico de granito ao corpo central. Para concluir a obra, foram contratados importantes arquitetos ligados à Academia Imperial de Belas Artes: Joaquim Cândido Guillobel e José Maria Jacinto Rebelo, com a colaboração de Manuel de Araújo Porto Alegre na decoração.
O complexo foi enriquecido, ainda na década de 1850, com o jardim planejado e executado pelo paisagista Jean-Baptiste Binot, sob orientação do jovem imperador. O piso do vestíbulo, em mármore de Carrara e mármore preto originário da Bélgica, foi colocado em 1854, destacando-se também os assoalhos e as esquadrias em madeiras de lei, como o jacarandá, o cedro, o pau-cetim, o pau-rosa e o vinhático, procedentes das diversas províncias do Império.
Os estuques das salas de jantar, de música, de visitas da Imperatriz, de Estado e do quarto de dormir de suas majestades contribuem para dar graça e beleza aos ambientes do Palácio, um dos mais importantes monumentos arquitetônicos do Brasil. Lançada a pedra fundamental, houve o nivelamento da área, que era conhecida como Morro da Santa Cruz, para se começar as obras, que foram todas financiadas por mordomia da casa imperial, pois dizia Pedro II, que por a construção acontecer em sua propriedade particular, não se deviria utilizar de dinheiro do estado.
Na planta de Petrópolis, feita por Koeler, acha-se indicado o local do palácio num quadrilátero entre a Rua do Imperador e a Rua da Imperatriz. Vêem-se no mesmo terreno ainda outros edifícios, cuja identificação é impossível de ser feita. As obras tiveram inicio na ala direita do palácio, os alicerces tendo vindo de uma pedreira próxima. Foram-se utilizados bois para Puxar terra, pedra e madeira. Foram continuando-se as obras da ala esquerda (no início viu-se que era mais larga que a direita e mais tarde foi arrumada). Foi ficando pronto o Sobrado, onde estão as entradas principais do palácio, além dos quartos. Todos os cômodos foram decorados e mobiliados com lindos estuques e móveis.

### Após 1889

Presidente Getúlio Vargas inaugura o Museu Imperial em 16 de março de 1943. Fotografia sob guarda do Arquivo Nacional

Com a proclamação da República, em 15 de novembro de 1889, houve o banimento da família imperial, que se exilou na Europa. Em dezembro do mesmo ano, a Imperatriz Dona Teresa Cristina faleceu em Portugal e, dois anos depois, em 1891, Dom Pedro II faleceria em Paris. Entre 1893 e 1908, a Princesa Isabel, como única herdeira – sua irmã, a princesa Leopoldina, havia falecido em 1871 –, alugou o Palácio de Petrópolis para o Educandário Notre Dame de Sion.
Em seguida, entre 1909 e 1939, o Colégio São Vicente de Paulo funcionou no prédio. Nesse período, grande parte do mobiliário e demais objetos foram vendidos ou desapropriados. No São Vicente de Paulo, estudava um apaixonado por História: Alcindo de Azevedo Sodré. Graças a ele, que sonhava desde criança com a transformação do seu colégio em um museu histórico, o presidente Getúlio Vargas criou, em 29 de março de 1940, pelo Decreto-Lei n° 2.096, o Museu Imperial.
A partir de então, uma equipe técnica liderada pelo próprio Sodré, que se tornaria o primeiro diretor do Museu, tratou de estudar a história da edificação e localizar peças pertencentes à família imperial em diferentes palácios, para ilustrar o século XIX e o dia a dia de membros da dinastia dos Braganças. Importantes colecionadores nacionais juntaram-se ao projeto, doando objetos de interesse histórico e artístico. Como resultado, o Museu Imperial foi inaugurado em 16 de março de 1943, com um significativo acervo de peças relativas ao período imperial brasileiro. Ao longo das últimas sete décadas, acumulou expressivos conjuntos documentais, bibliográficos (muitos vindos diretamente do Castelo D'eu) e de objetos graças a generosas doações de centenas de cidadãos, totalizando um acervo de quase 300 mil itens. Grande parte da decoração interna ainda se preserva, como os pisos em pedras nobres, os estuques, candelabros e mobília, reconstituindo os ambientes

## Acervo

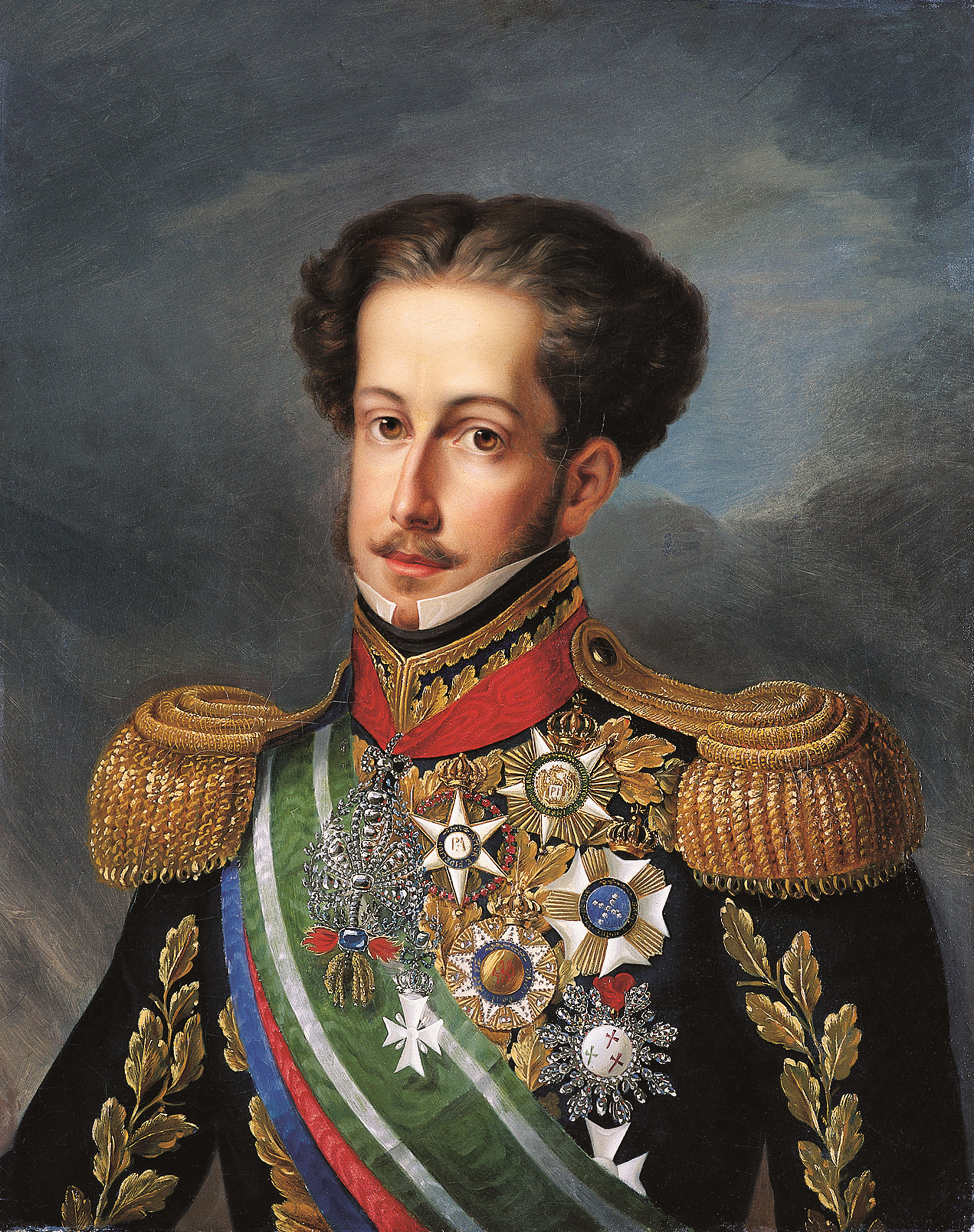
Último retrato de Dom Pedro I, de Simplício de Sá

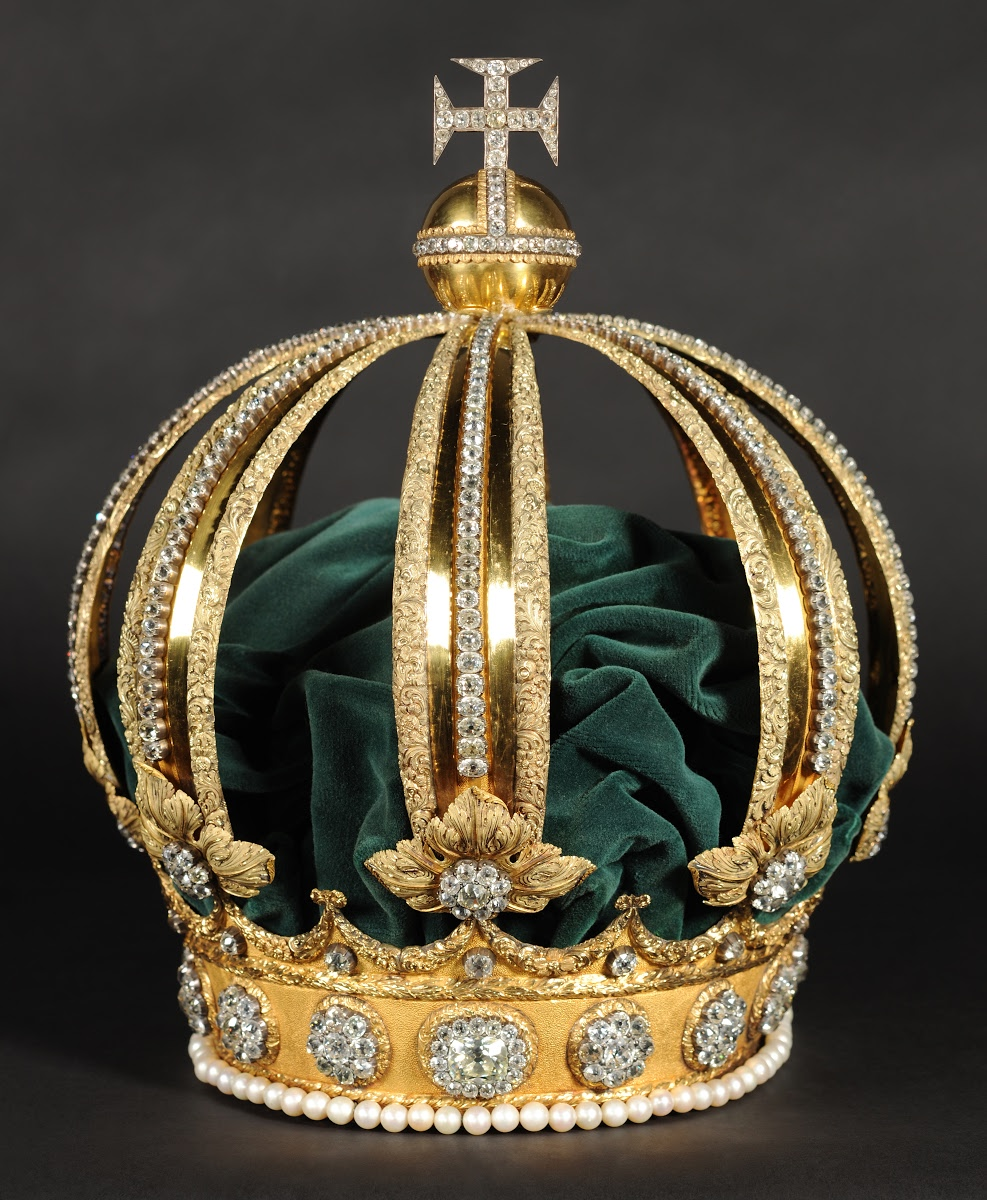
A Coroa de Dom Pedro II

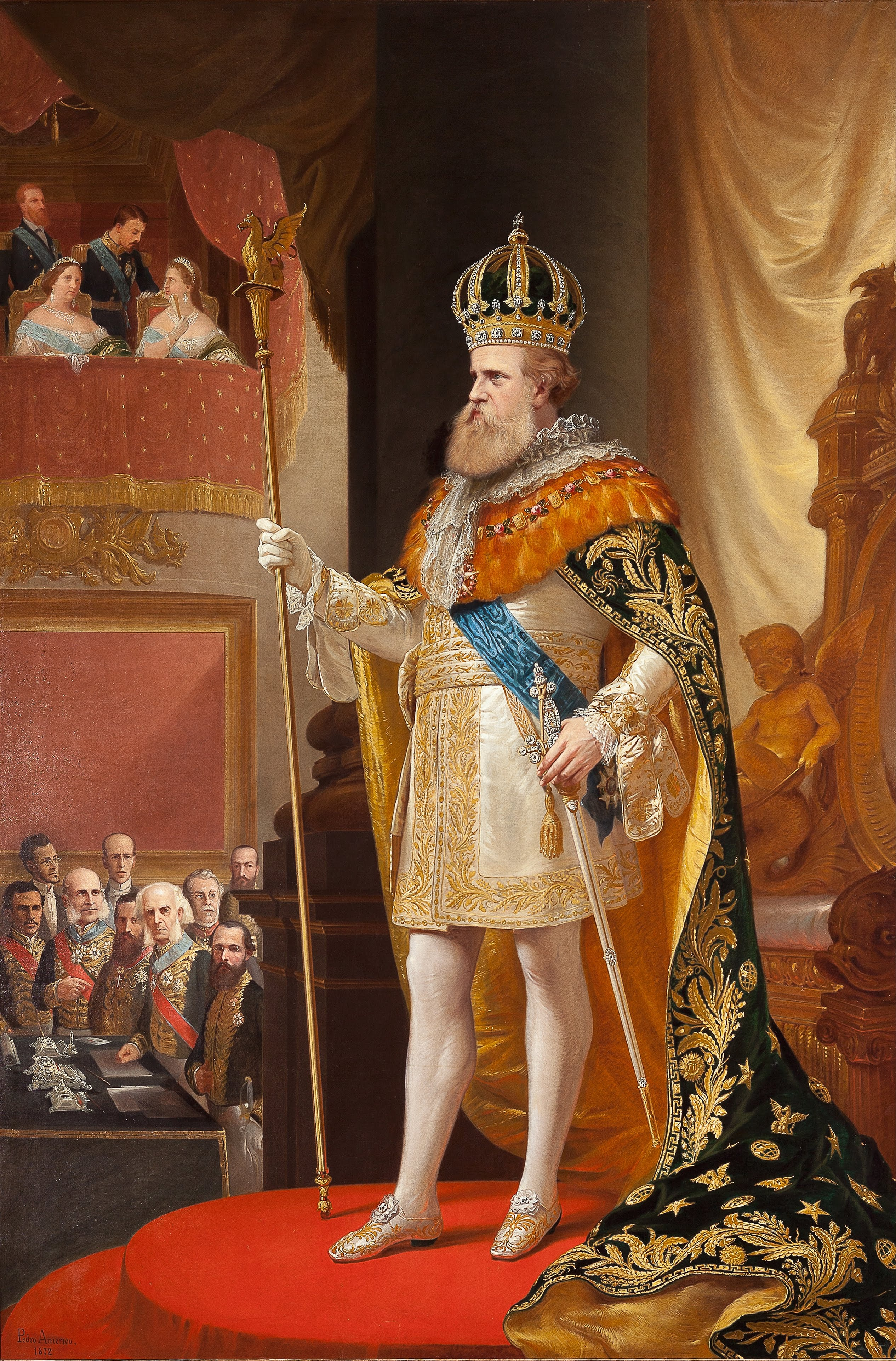
"A Fala do Trono", de Pedro Américo

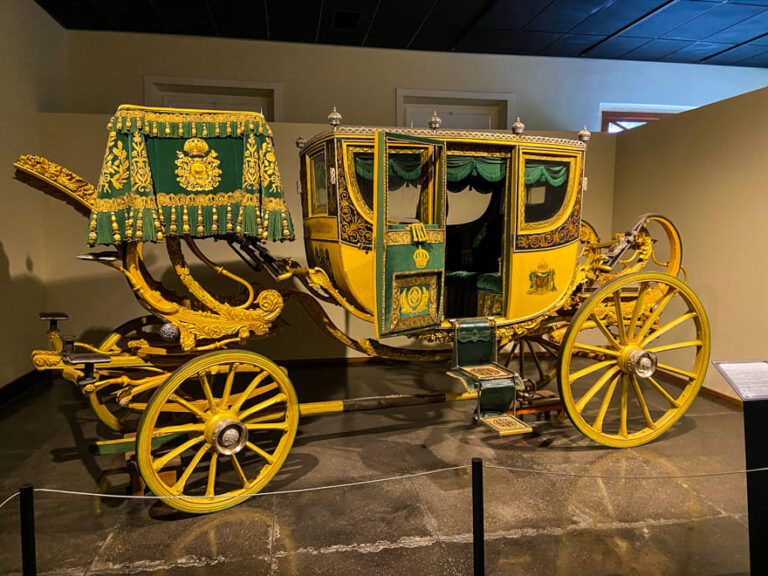
A Berlinda de Aparato Imperial

O acervo do museu é constituído por peças ligadas à monarquia brasileira, incluindo mobiliário, documentos, obras de arte e objetos pessoais de integrantes da família imperial. Na coleção de pinturas, destacam-se a "Fala do Trono", de autoria de Pedro Américo, representando Dom Pedro II na abertura da Assembleia Geral, e o último retrato de dom Pedro I, pintado por Simplício Rodrigues de Sá.
Particularmente importantes são as joias imperiais, com a coroa de Dom Pedro II, criada por Carlos Marin especialmente para a sagração e coroação do jovem imperador, então com 15 anos de idade, e a coroa de dom Pedro I, além de diversas outras peças raras e preciosas, como o cofre de bronze dourado e porcelana oferecido pelo rei de França Luís Filipe I a seu filho Francisco Fernando de Orléans, príncipe de Joinville, por ocasião de seu casamento com a princesa dona Francisca; o colar de ouro, esmeraldas e rubis com insígnias do império que pertenceu à imperatriz Dona Leopoldina, e o colar de ametistas da Marquesa de Santos, presente de dom Pedro I. Também se destaca a Pena Dourada usada pela Princesa Isabel em 13 de maio de 1888 para assinar a Lei Áurea, que pesa 13 gramas e foi adquirida pelo Museu Imperial, em 2006, por R$ 500 mil; adquirida de Dom Pedro Carlos de Orleans e Bragança, bisneto da princesa.
O acervo é distribuído nos seguintes espaços principais:
- Sala de Jantar, com rico conjunto de móveis assinados por F. Léger Jeanselme Père & Fils, e serviço de louças.
- Sala de Música, preservando instrumentos como um harpa dourada de fabricação Pleyel Wolff, um saltério do século XVIII fabricado no Rio de Janeiro e o pianoforte de fabricação inglesa Broadwood, que teria, segundo a tradição, pertencido a Dom Pedro I, e a espineta fabricada por Mathias Bosten em 1788, a única existente no mundo deste autor. Completa a sala mobiliário lavrado em jacarandá.
- Sala de Estado, a mais importante do palácio, onde Dom Pedro recebia os visitantes oficiais. O trono, originalmente no Palácio da Quinta da Boa Vista, veio só mais tarde para o Museu Imperial, junto com objetos de adorno como vasos, porcelanas de Sèvres, consoles e espelhos decorados.
- Gabinete de Dom Pedro II, onde o imperador passava a maior parte do dia em meio a instrumentos científicos e livros. Ali se preservam, entre outros objetos, sua luneta, o primeiro telefone do Brasil, que ele trouxe dos Estados Unidos, sua chaise-longue e diversos retratos pintados de familiares.
- Aposentos das Princesas, preservando os ambientes originais ocupados pelas princesas Dona Isabel e Dona Leopoldina, com mobília em estilo Dom José I.
- Sala de visitas da Imperatriz, onde Dona Teresa Cristina recebia suas amigas em caráter privado, para conversas e sessões de bordados, com mobília correspondente.

### Biblioteca
A rica biblioteca do Museu Imperial preserva um importante acervo bibliográfico com cerca de 50 mil volumes, especializados em História (principalmente do Brasil no período Imperial), história de Petrópolis e Artes em geral.
A seção de Obras Raras conta com itens preciosos como edições dos séculos XVI a XIX, periódicos, partituras, iluminuras, manuscritos, ex-libris, relatórios das Províncias e dos Ministérios e coleção de Leis do Império, totalizando cerca de 8 mil volumes. Destas peças, diversas pertenceram à família imperial e trazem anotações manuscritas, encadernações luxuosas e ilustrações.
A seção de livros de viajantes estrangeiros que passaram pelo Brasil nos séculos XVIII e XIX também é importante, documentando diversos aspectos da vida social e da paisagem natural brasileira de então, com obras de Debret, Rugendas, Saint-Hilaire, Maria Graham, Henry Koster, Louis Agassiz, Charles Darwin, Spix e Martius.

### Arquivo Histórico
O museu possui uma coleção de mais de 250 mil documentos originais que datam do século XIII e vão até o século XX. Especialmente interessante é a reunião de fotografias que documentam a história e a evolução dos aspectos urbanos e paisagísticos do estado do Rio de Janeiro e da cidade de Petrópolis.
Diversas coleções privadas enriquecem esta seção, como a de João Lustosa da Cunha Paranaguá, 2º Marquês de Paranaguá; a de Ambrósio Leitão da Cunha, Barão de Mamoré; a Coleção Barral-Montferrat, com a correspondência entre D. Pedro II e a Condessa de Barral; o importante Arquivo da Casa Imperial Brasileira, e diversas outras.

### Jardins
Foi sob orientação pessoal do imperador D. Pedro II que os jardins que circundam o Palácio foram construídos pelo paisagista parisiense Jean Baptiste Binot em 1854. Com cerca de 100 espécies de árvores e flores, vindas de mais de 15 regiões do mundo (México, Japão, Argentina, Índia, Equador, China, Austrália, Madagascar, entre outras) e grama francesa, os jardins conservam até hoje as linhas paisagísticas, tanto em relação aos canteiros como a disposição das espécies vegetais.
O cinturão verde que envolve o Palácio possui desde árvores exóticas, como as bananeiras de Madagascar e árvores de incenso, a flores como camélias, jasmins, manacás e flores do imperador. Como complemento, pedestais de granito onde foram colocados bustos de figuras mitológicas, ganharam também três chafarizes e quatro fontes. Entre elas, a Fonte do Sapo, de onde os moradores retiravam água, na época do Império, por acreditarem que era de melhor qualidade.
O primeiro projeto apresentado foi de Glaziou, este paisagista oficial do imperador, que projetou os jardins da Quinta da Boa vista e diversos outros parques, mas foi recusado. Os jardins foram projetados por Binot, também francês. Ainda podem ser vistos o traçado primitivo dos jardins, desde pandalos da África, palmeiras da Austrália, arvores de incenso, entre outras. Os jardins foram-se modificando e diminuindo em tamanho com o tempo, mas ainda podem ser vistos e apreciados.

### Anexos
O Museu conta ainda com duas edificações históricas para ele doadas:
- Casa de Cláudio de Souza, doada em 1959, localizada na Praça da Liberdade, em Petrópolis, doada pela viúva do escritor Cláudio de Souza em 1956, tombada pelo IPHAN em 1964. A doação foi composta também do acervo do casal incluindo livros, fotografias, pinturas e móveis. A casa serve como sede do Instituto Histórico de Petrópolis, da Academia Petropolitana de Letras, Academia Brasileira de Poesia (Casa de Raul de Leoni) e Academia Petropolitana de Educação.[4] É aberta ao público.
- Casa Geyer, localizada na cidade do Rio de Janeiro, doada em 1999 pelo casal Maria Cecília e Paulo Fontainha Geyer, juntamente com seu acervo, a Coleção Geyer.[5] Atualmente está em reforma, fechada ao público.

## Projetos
- Programa de Artes Visuais, em parceria com a FUNARTE, busca realizar exposições, seminários multidisciplinares, cursos e workshops, no intuito de capacitar profissionais, formar novas plateias e ampliar o conhecimento do público em geral. Também procura debater questões referentes à museologia, aos acervos nacionais e à evolução das artes plásticas contemporâneas.
- Educação Patrimonial, um projeto perene do museu, que objetiva instruir adultos e crianças a respeito da apropriação consciente e valorização crítica de sua herança cultural, fortalecendo o sentido de identidade e cidadania. Subsidiando este projeto, o museu realiza visitas guiadas, oficinas de teatro de marionetes para crianças, recitais de música do século XIX reconstituindo o espírito dos saraus aristocráticos, e outras atividades educativas.
- Projeto de Digitalização do Acervo do Museu Imperial - DAMI.[6] Esse trabalho disponibiliza imagens de todo o acervo do Museu Imperial na internet, de forma livre. Livros, documentos e objetos de todos os tipos são digitalizados e têm suas informações exibidas na página do projeto. Já existem milhares de objetos e documentos disponíveis para download.